# Danièle Debernard
Danièle Debernard (* 21. Juli 1954 in Aime) ist eine ehemalige französische Skirennläuferin. Debernard war zwischen 1971 und 1978 eine der stärksten Fahrerinnen der französischen Skinationalmannschaft. Sie gewann zwei olympische Medaillen, fünf Weltcuprennen und wurde vierfache Französische Meisterin.

## Biografie
Debernard konnte sich im Januar 1971 erstmals bei einem Weltcuprennen unter den besten zehn platzieren. In den folgenden Rennen etablierte sie sich im Slalom in der Spitzengruppe. Schließlich gewann sie bei den Olympischen Winterspielen 1972 in Sapporo hinter der US-Amerikanerin Barbara Ann Cochran die Silbermedaille im Slalom. Vier Wochen später holte sie beim Weltcupfinale in Pra-Loup binnen zwei Tagen ihre ersten beiden Weltcupsiege. Die Saison 1971/72 schloss sie in der Slalomwertung auf dem fünften Rang ab.

Nachdem sie am Tonalepass (Region Trient) bereits am 13. April 1972 im Riesenslalom Zweite hinter Conchita Puig geworden war, gewann sie dort am nächsten Tag den Slalom mit ca. 3,5 Sekunden Vorsprung auf die Österreicherin Marianne Ranner.
Während der nächsten drei Saisonen gelang es Debernard auch in der Abfahrt gute Resultate einzufahren, sie erreichte aber insgesamt nur vier Platzierungen auf dem Podest. Erst in der olympischen Saison 1975/76 fand sie wieder in die Erfolgsspur zurück. Im Vorfeld der Olympischen Winterspiele 1976 in Innsbruck gewann sie den Weltcupslalom von Les Gets und den Riesenslalom von Berchtesgaden. Im olympischen Riesenslalom erreichte sie dann die Bronzemedaille. In der nur zur Weltmeisterschaft zählenden Kombination wurde sie Zweite. Von 1971 bis 1976 gewann Debernard vier französische Meistertitel.

## Weltcupsiege
| Datum           | Ort              | Land        | Disziplin    |
| --------------- | ---------------- | ----------- | ------------ |
| 17. März 1972   | Pra-Loup         | Frankreich  | Slalom       |
| 18. März 1972   | Pra-Loup         | Frankreich  | Riesenslalom |
| 13. März 1973   | Naeba Ski Resort | Japan       | Slalom       |
| 14. Januar 1976 | Les Gets         | Frankreich  | Slalom       |
| 18. Januar 1976 | Berchtesgaden    | Deutschland | Riesenslalom |